# (6535) Archipenko
(6535) Archipenko (3535 P-L) – planetoida z pasa głównego asteroid okrążająca Słońce w ciągu 3,77 lat w średniej odległości 2,42 j.a. Odkryta 17 października 1960 roku.